# Коронета
Коронета је мањи тип круне, од које се разликује по томе што никада нема лукове.
Коронету носе племићи ранга војводе и ниже, за разлику од круне која је резервисана за краљеве и цареве.Поред племства, коронете носе и принчеви, односно ниже рангирани чланови краљевских и царских породица. Коронете се међусобно разликују према рангу у који спада особа која их носи.
Коронете се данас носе само у посебним приликама, попут крунисања монарха.